# Kolyma (region)

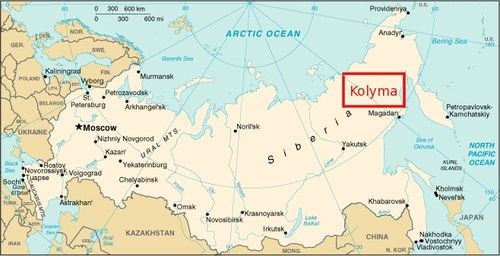
Kolyma

Kolyma (rusky Колыма) je historická oblast na severovýchodě Ruské federace, na Ruském Dálném východě. Na severu sousedí s Východosibiřským mořem a Severním ledovým oceánem, na jihu s mořem Ochotským. Její jméno je odvozeno od řeky Kolymy. V současném administrativním rozdělení odpovídá zhruba Čukotskému autonomnímu okruhu a Magadanské oblasti.
Část oblasti leží za severním polárním kruhem a jsou zde velmi studené zimy dlouhé až šest měsíců. Většinu oblasti pokrývá permafrost a tundra.
Jsou zde bohaté zásoby surovin, zlato, stříbro, cín, wolfram, rtuť, měď, antimon, uhlí, ropa a rašelina.
Největší město je Magadan se sto tisíci obyvateli. Kolyma se stala známou především díky desítkám táborům nucených prací, které zde byly vybudovány za Stalinovy vlády, a kde zemřely stovky tisíc lidí (viz článek Kolymské gulagy).